# Pierre-Joseph Turine
Pierre-Joseph (genoemd: Victor) Turine (Cuesmes in de Borinage nu: Bergen, 7 januari 1855 – 2 november 1940) was een Belgisch componist, kapelmeester, tubaïst en cornettist.

## Levensloop
Turine leerde tijdens zijn jeugd hoorn en bij Dieudonné Dagnelies cornet. Op 25 maart 1878 werd hij lid van de Militaire kapel van het 1 ste Jagers te Voet en speelde tuba solo. Hij studeerde tegelijkertijd contrapunt en fuga aan het Conservatoire royal de Mons en dirigeerde meerdere amateur-blaasorkesten. In 1882 stapte hij over naar de Militaire muziekkapel van het 14e Linie-Regiment in Antwerpen, waar hij later kapelmeester werd. In 1891 werd hij dirigent bij de Muziekkapel van de Carabiniers. Bij deze kapel krijgt Turine de graad van onderluitenant en werd hij Ridder in de Leopoldsorde. In 1910 ging Turine wegens gezondheidsredenen met pensioen en werd hij benoemd tot Ere-inspecteur van de Militaire Muziek.
Van 1893 tot 1906 was hij onder andere ook dirigent van de Koninklijke "Sint-Martinusfanfare", Halle. 
Als componist heeft hij vooral voor blaasorkesten geschreven; men telt rond 200 composities.

## Composities (Uittreksel)

### Werken voor harmonie- en fanfareorkesten
- 1887 Les Émigrants, ouverture
- 1890 La promenade du Khalife, marche orientale
- 1894 Mars van het "1e Regiment Carabiniers Prins Boudewijn"
- 1909 Juliana, ouvertüre
- Bruxelles en fête, mars
- Élisabeth, ouverture
- En liesse, mars
- La Croix rouge, symfonische ouverture
- Les Cadets de Brabants, mars
- Marche jubilaire
- Paris-Bruxelles, mars
- Schaerbeek, mars
- Stanley marche
- Symphonie pastorale
- Spearmint

## Publicaties
- Thierry Levaux: Dictionnaire des Componistes de Belgique du Moyen Âge à nos jours, Consiel de la Musique de la Communauté Française de Belgique, Ed. Art in Belgium, 2006. 736 p., ISBN 2-930338-37-7
- William H. Rehrig, Paul E. Bierley: The heritage encyclopedia of band music - composers and their music, Westerville, Ohio: Integrity Press, 1991. ISBN 0-918048-08-7

- Bibliothèque nationale de France: cb16435926p (data)
- International Standard Name Identifier: 0000 0004 6460 6976
- MusicBrainz: 28aa48d3-e63e-4049-a74d-dc5f0cd20dc8
- Virtual International Authority File: 9152079051107110790